# پارک ملی بانداوگار
پارک ملی بانداوگار (Bandhavgarh National Park) یک پارک ملی هند است که در بخش عمریا در ایالت مادیا پرادش واقع شده است. در مساحتی به ۱۰۵ کیلومتر مربع (۴۱ مایل مربع) گسترش یافته است و در سال ۱۹۶۸ به عنوان پارک ملی اعلام شد. این منطقه در سال ۱۹۹۳ با مساحت اصلی ۷۱۶ کیلومتر مربع (۲۷۶ مایل مربع) به پروژه ببر تبدیل شد.
بنداوگر بخشی از ایالت شاهزاده‌نشین ریوا و مقصد شکار پادشاهان بود. این منطقه به خاطر فراوانی حیوانات جنگلی و وحشی، به ویژه ببرها، شناخته شده است.

## جغرافیا
پارک ملی بانداوگار در بخش عمریا در ایالت مادیا پرادش واقع شده است. پارک ملی بانداوگار و پناهگاه حیات وحش پانپاتا، منطقه اصلی ذخیره‌گاه ببر بانداوگار را تشکیل می‌دهند که در مساحتی بالغ بر ۷۱۶ کیلومتر مربع (۲۷۶ مایل مربع) مربع گسترده شده است. . مساحت کل منطقه حفاظت‌شده ببرهای بنداوگار ۱٬۵۳۶ کیلومتر مربع (۵۹۳ مایل مربع) است. شامل ۷۱۶ کیلومتر مربع (۲۷۶ مایل مربع) هسته و ۸۲۰ کیلومتر مربع (۳۲۰ مایل مربع) منطقه حائل.

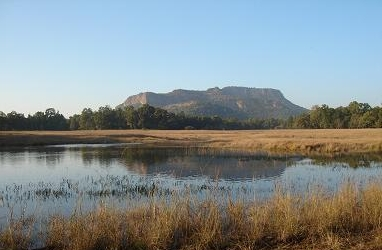
قلعه بانداوگر

سه منطقه اصلی پارک ملی عبارتند از تالا، مگدی و خیتاولی. نام این پارک از قلعه باندهاوگار گرفته شده است که گفته می‌شود توسط لرد راما به برادرش لاکشمانا داده شده تا از لانکا مراقبت کند (بانهاو = برادر، گر = قلعه).

## پوشش گیاهی

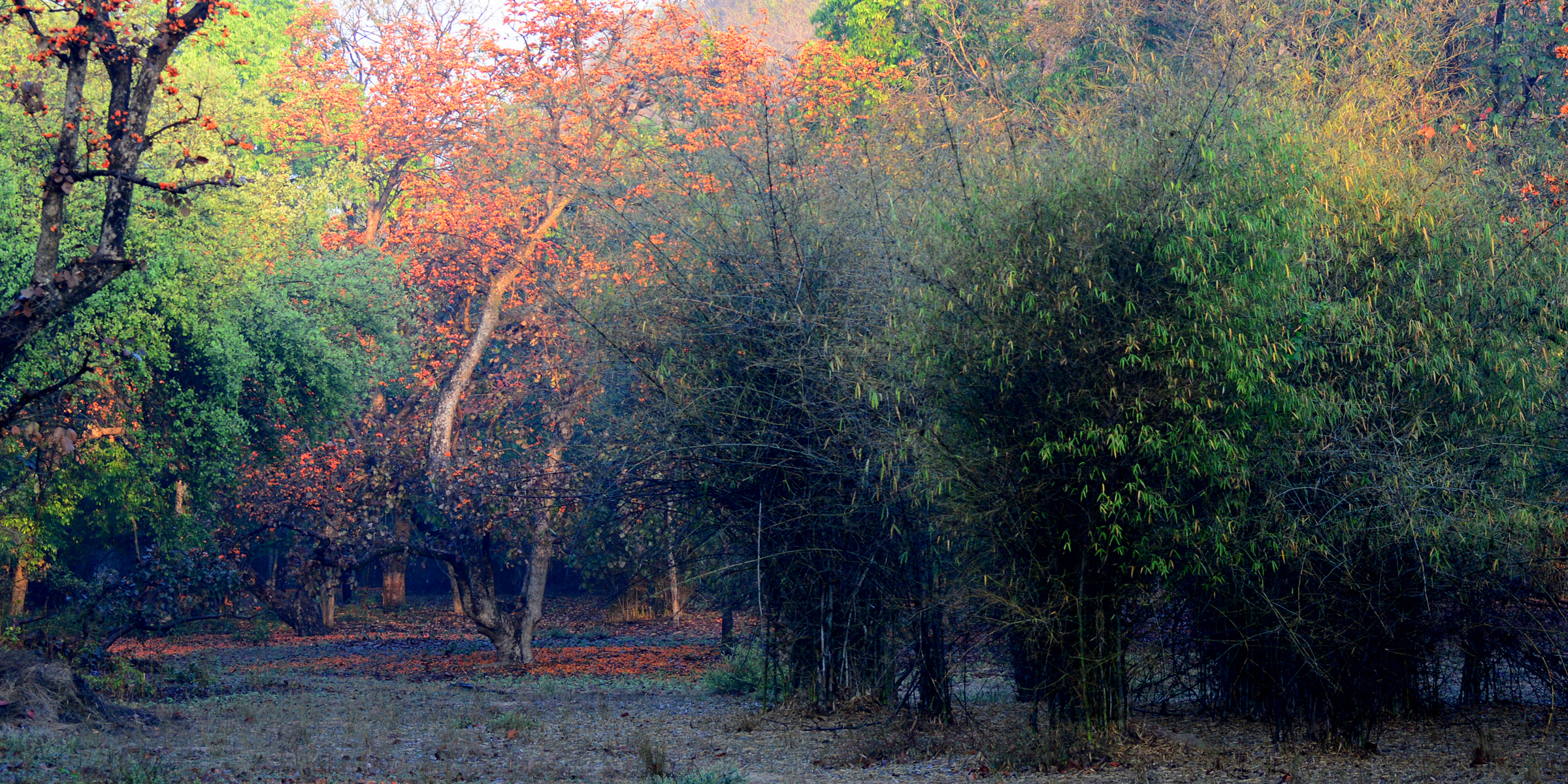
جنگل بامبو در پارک ملی بانداوگار

پوشش گیاهی پارک ملی بنداوگار شامل جنگل‌های برگ‌ریز مرطوب، جنگل‌های مخلوط درخت سال، جنگل‌های خشک مخلوط برگ‌ریز شمالی، بوته‌زارهای خشک برگ‌ریز، علفزارهای خشک و جنگل‌های مرطوب مخلوط برگ‌ریز غرب گنگ است. این منطقه عمدتاً ناهموار و تپه‌ای است و درختان نمک و بامبو دارد.

## جانوران

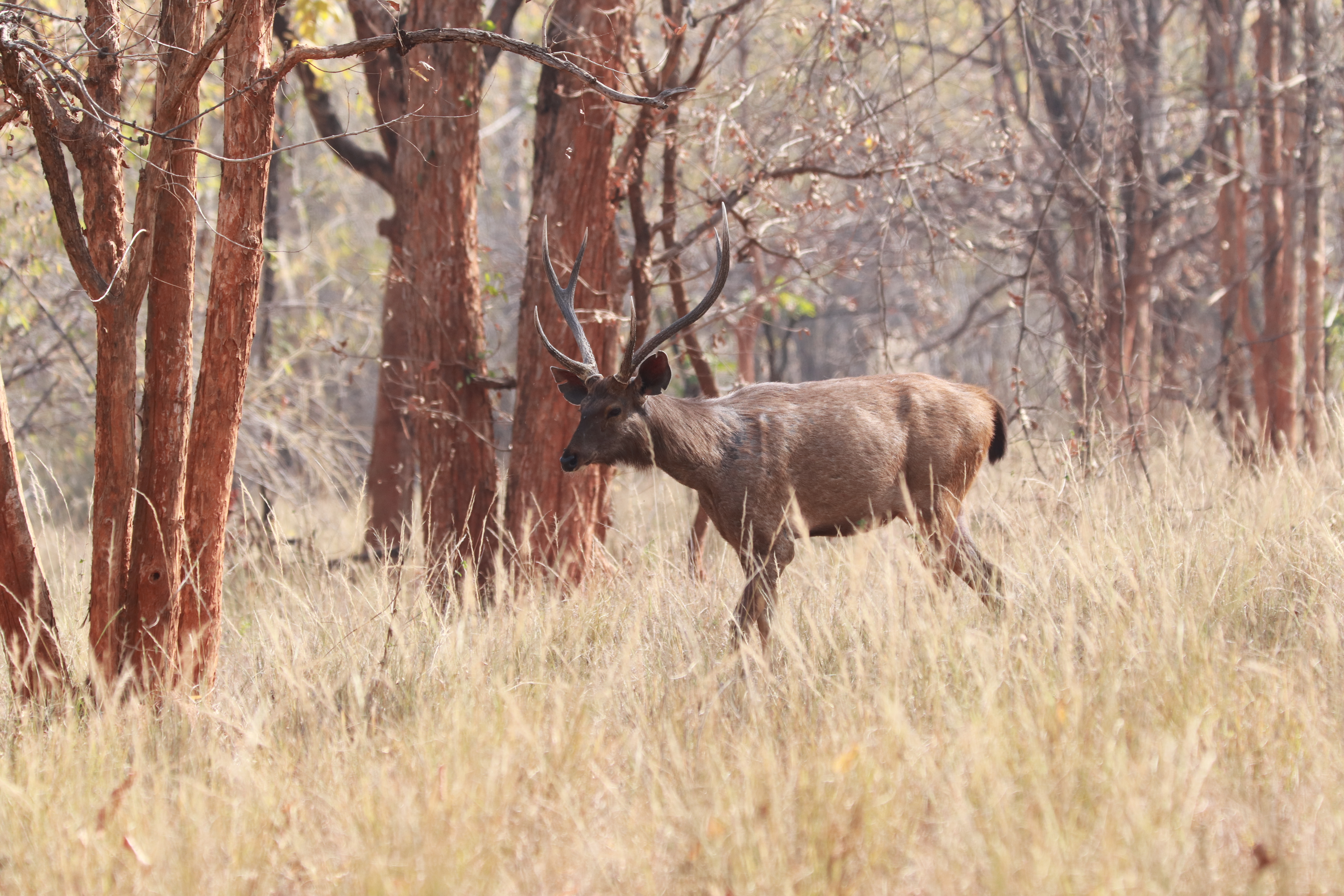
گوزن سمبر

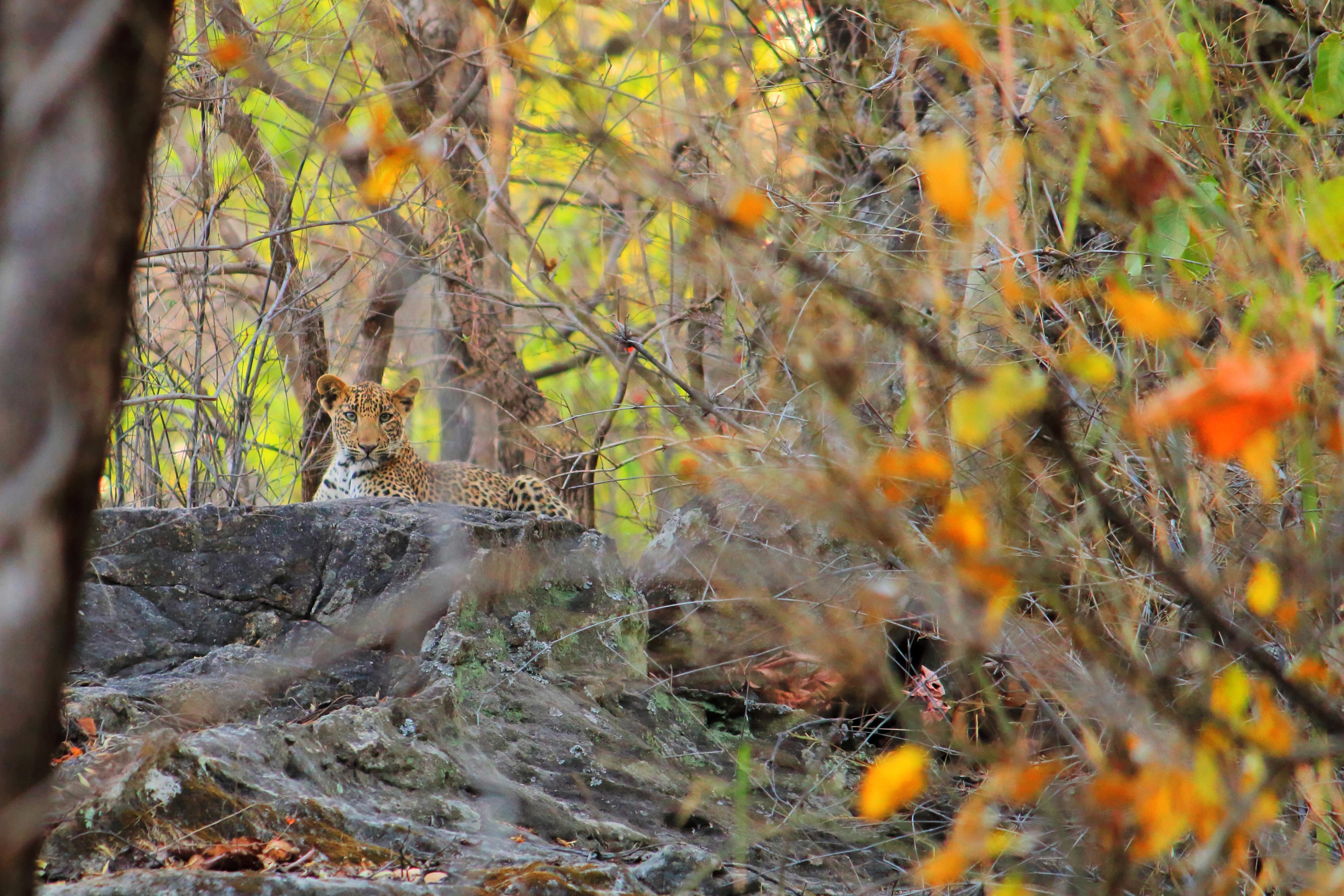
یک توله پلنگ

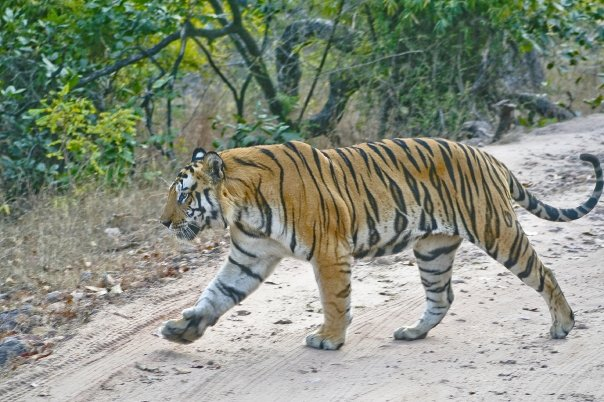
ببر در پارک ملی بانداوگار

پارک ملی بنداوگار محل زندگی انواع حیوانات وحشی از جمله ببر، پلنگ، سگ وحشی آسیایی، گاومیش هندی، چیتال، گوزن سمبر، نیلی‌گاو، جبیر، گوزن فریادکش شمالی، بز کوهی چهار شاخ، گراز وحشی، خرس تنبل ، کفتار راه راه، گرگ ایرانی، شغال طلایی، روباه بنگال، تشی، گربه جنگلی، گربه وحشی آسیایی، گربه ماهیگیر و گربه خالدار زنگاری است. طبق سرشماری سال ۲۰۲۲، ۱۳۵ ببر در این پارک وجود داشت.
در سال ۲۰۱۲، گور از پارک ملی کانها دوباره معرفی شد. پارک ملی بنداوگار جمعیت کمی از گاوهای وحشی هندی داشت، اما به دلیل بیماری که از گاوها به آنها منتقل شده بود، همه آنها مردند. پروژه بازگرداندن گورها به جابجایی برخی از گورها از پارک ملی کانها به بنداوگر مربوط می‌شد. ۵۰ حیوان در سال ۲۰۱۲ منتقل شدند. این پروژه توسط اداره جنگلداری مادیا پرادش، مؤسسه حیات وحش هند و تاج سافاری‌ها با همکاری فنی اجرا شد. در ژانویه ۲۰۲۵، حدود ۱۷۰ گاور در بنداوگر وجود داشت.
در مارس ۲۰۲۴، تخمین زده می‌شد که ۵۵ فیل هندی در منطقه حفاظت‌شده ببرهای بنداوگار وجود داشته باشد. تابستان ۲۰۱۸، گله ای متشکل از ۴۰ تا ۴۵ فیل مهاجر از ایالت همسایه، چتیسگر، وارد بنداوگار شدند. مادیا پرادش تا سال ۲۰۱۸، بیش از یک قرن هیچ جمعیت فیلی نداشت. آخرین مورد ثبت شده مربوط به سال ۱۹۰۵، در منطقه آمارکانتاک از توابع آنوپور است. در اکتبر ۲۰۲۴، در مجموع ۱۰ فیل در اثر مصرف مایکوتوکسین‌های مرتبط با ارزن کودو جان خود را از دست دادند.

### پرندگان

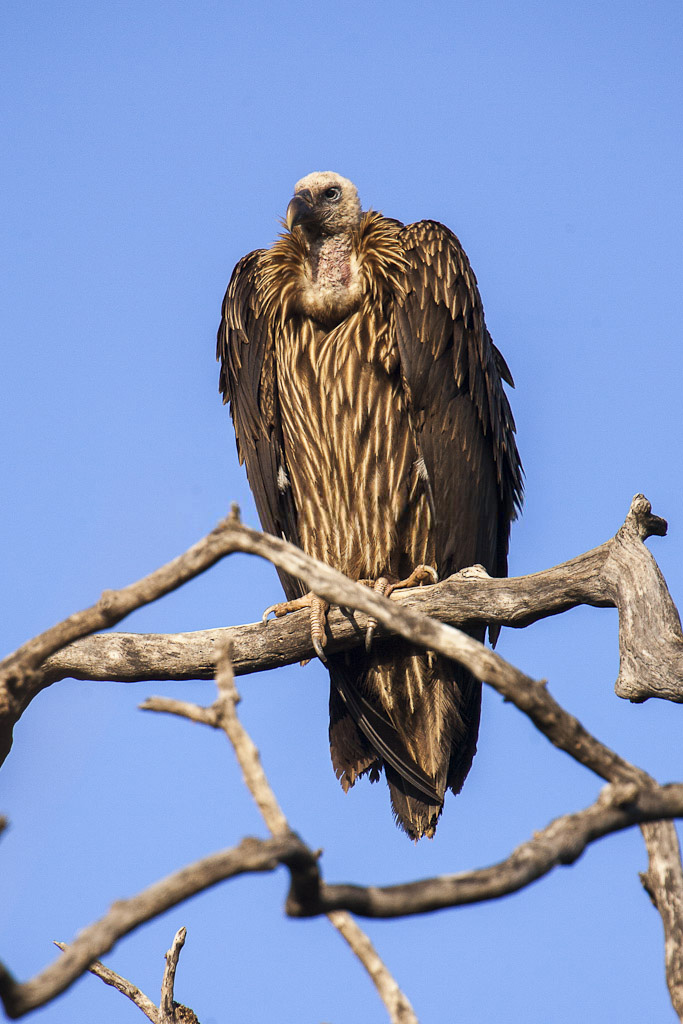
کرکس نوک دراز

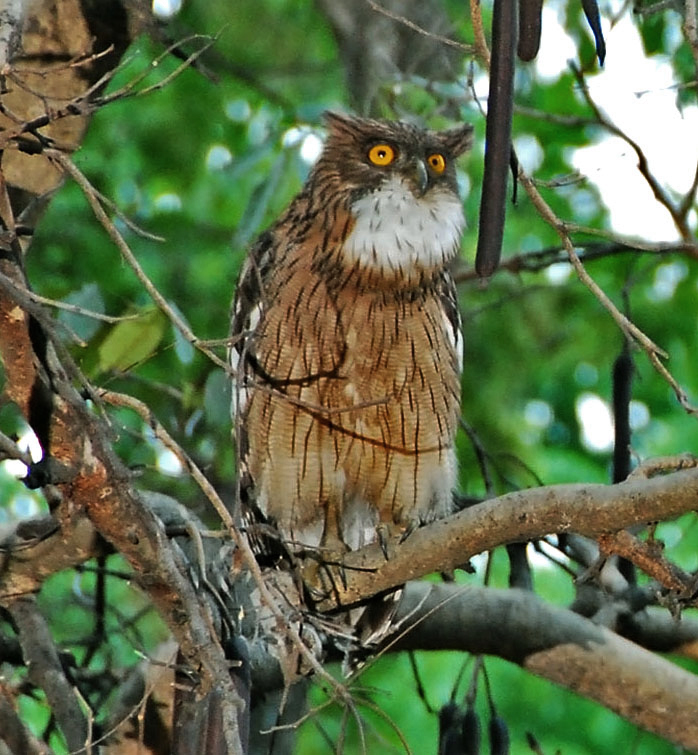
جغد ماهی‌خوار قهوه‌ای در بنداوگر

پرندگان ثبت شده در پارک ملی بنداوگار شامل مرغ جنگلی قرمز، طاووس هندی، میخ‌پنجه بزرگ، سبزقبای هندی، نوک شاخ خاکستری هندی، کبوتر چاهی، مینای معمولی، حواصیل کوچک، گاوچرانک‌ها، حواصیل سفید بزرگ، بوچانگای سیاه، حواصیل برکه‌نشین، پاشلک معمولی، سینه‌سرخ هندی، کلاغ نوک بزرگ، دارکوب تاج‌زرد، ماهی‌خوار گلوسفید، ماهی‌خورک معمولی، زنبورخوار سبز آسیایی، عقاب مارخور کاکلی، دم‌قرمز، دال هندی، عقاب مارخور کاکل‌دار، بوف ماهی‌خوار قهوه‌ای ،بازعقاب گونه‌گون، دال دمگاه‌سفید، عقاب شاهین کاکل‌دار، قمری شرقی، کرکس دم‌سفید، سنگ چشم دم‌دراز، لک‌لک گردن‌سفید، گل‌پاک‌کن تیکیل، باکلان کوچک، پرستوی دم سفید، شیکرا، مینای جنگلی، عقاب خالدار کوچک، باکلان بزرگ، ماهی‌خورک ابلق، عقاب دوبرادر، کلاغ جنگلی هندی، سار ابلق و گونه‌های اردک ابلق آسیایی.

## فرهنگ عامه
مستند «سلسله‌ها» (۲۰۱۸) از بی‌بی‌سی در پارک ملی باندهاوگر برگزار شده است، که داستان یک سفر چهار ساله از ببر ماده‌ای به نام راج بهرا را روایت می‌کند.